# Locomotive d'El Paso
Maillots
Actualités
Dernière mise à jour : 24 mai 2024.
Le Locomotive d'El Paso est une équipe américaine de soccer participant au USL Championship et basée à El Paso au Texas.

## Histoire

### Expériences de soccer professionnel en ville
Lors de l'annonce de la fondation du Locomotive, Josh Hunt, président du groupe d'investisseurs MountainStar Sports Group, déclare que la United Soccer League (aujourd'hui USL Championship) constitue le niveau le plus élevé pour une équipe de soccer d'El Paso. Pourtant, le soccer à El Paso dispose d'une longue histoire.
Fondés en 1989, les Patriots d'El Paso évoluent tout d'abord dans les championnats de soccer en intérieur de la SISL avant de commencer le soccer en extérieur au tournant des années 1990. La jeune organisation cesse ses opérations en janvier 1990 avant de revenir à l'automne suivant. Jusqu'en 2013, les Patriots font vivre le soccer dans cette ville du Texas, au niveau professionnel de 1994 à 2003, puis au niveau amateur en Premier Development League. Cette longévité exceptionnelle pour une équipe des ligues inférieures se termine donc en 2013 quand les Patriots cessent leurs activités à l'issue de la saison estivale. Malgré cette présence continue dans le soccer nord-américain, le club ne remporte aucun titre, son plus grand fait d'armes étant une finale de Coupe des États-Unis, perdue aux tirs au but en 1995 contre les Kickers de Richmond, une saison avant l'arrivée des franchises de Major League Soccer dans la compétition.
Quelques années après la dissolution des Patriots, les Coyotes d'El Paso sont créés en 2016 afin de participer à la Major Arena Soccer League (MASL), le plus haut niveau du soccer professionnel en intérieur aux États-Unis et au Mexique. Constitué d'un fort contingent de joueurs mexicains, la franchise participe à trois saisons entre 2016 et 2019 avant de disparaître à son tour.

### L'arrivée du Locomotive
En 2014, quelques années avant le retour d'une équipe de soccer à El Paso, le groupe d'investisseurs MountainStar Sports Group, propriétaire du Locomotive déjà propriétaire des Chihuahuas d'El Paso en Ligue de la côte du Pacifique de baseball, entretient des discussions préliminaires avec la Major League Soccer pour l'obtention des droits d'une franchise dans la ligue, première division nord-américaine,. Malgré tout, ces efforts sont vains bien que le groupe dispose du soutien des autorités locales.
C'est donc le 1er mars 2018 que le Locomotive permet à El Paso de renouer avec le soccer professionnel en extérieur lorsque la United Soccer League accorde une franchise d'expansion à la ville texane. Il est alors annoncé que le Locomotive jouerait ses rencontres au Southwest University Park. Omar Salgado, natif d'El Paso est le premier joueur à rejoindre l'aventure du nouveau club à l'été 2018. Au mois de juillet suivant, Mark Lowry est officialisé comme le premier entraîneur de la nouvelle équipe.
Le 9 mars 2019, le Locomotive joue la première rencontre de sa saison inaugurale contre l'Energy FC d'Oklahoma City en USL Championship et s'incline 1-3 à domicile malgré un premier but historique de Derek Gebhard. Concluant cette saison 2019 par une sixième place dans l'Ouest, El Paso accède directement aux quarts de finale de conférence où les joueurs texans dominent le Fresno FC en Californie (2-3) puis le Republic de Sacramento à domicile (3-0) avant de connaître l'élimination en finale de conférence contre le futur champion, le Real Monarchs (2-1 a. p.).

## Palmarès et résultats

### Palmarès
| Compétitions nationales | Compétitions internationales | Trophées mineurs |
| - Vierge                | - Vierge                     | - Vierge         |

### Bilan par saison
| Saison | Niv. | Ligue            | Saison régulière | Saison régulière | Saison régulière | Saison régulière | Saison régulière | Saison régulière | Saison régulière | Position | Position | Séries USL Championship       | US Open Cup   | Affl. moy. saison régulière | Affl. moy. séries éliminat. |
| Saison | Niv. | Ligue            | M                | V                | N                | D                | BP               | BC               | Pts              | Conf.    | Ligue    | Séries USL Championship       | US Open Cup   | Affl. moy. saison régulière | Affl. moy. séries éliminat. |
| ------ | ---- | ---------------- | ---------------- | ---------------- | ---------------- | ---------------- | ---------------- | ---------------- | ---------------- | -------- | -------- | ----------------------------- | ------------- | --------------------------- | --------------------------- |
| 2019   | 2    | USL Championship | 34               | 13               | 11               | 10               | 42               | 36               | 50               | 6e/18    | 14e/36   | Finale de conférence          | Deuxième tour | 6 584                       | 7 460                       |
| 2020   | 2    | USL Championship | 16               | 9                | 5                | 2                | 24               | 14               | 32               | 1er/4    | 8e/35    | Finale de conférence          | Annulée       | N/A                         | 1 659                       |
| 2021   | 2    | USL Championship | 32               | 18               | 10               | 4                | 56               | 34               | 64               | 1er/7    | 3e/31    | Quart de finale de conférence | Non tenue     | N/A                         | 7 201                       |

### Meilleurs buteurs par saison
| Saison | Meilleurs buteurs  | Meilleurs buteurs |
| Saison | Joueurs            | Buts              |
| ------ | ------------------ | ----------------- |
| 2019   | Jerome Kiesewetter | 12                |
| 2020   | Aarón Gómez        | 5                 |
| 2020   | Dylan Mares        | 5                 |
| 2021   | Aarón Gómez        | 10                |
| 2021   | Luis Solignac      | 10                |

## Logo et couleurs

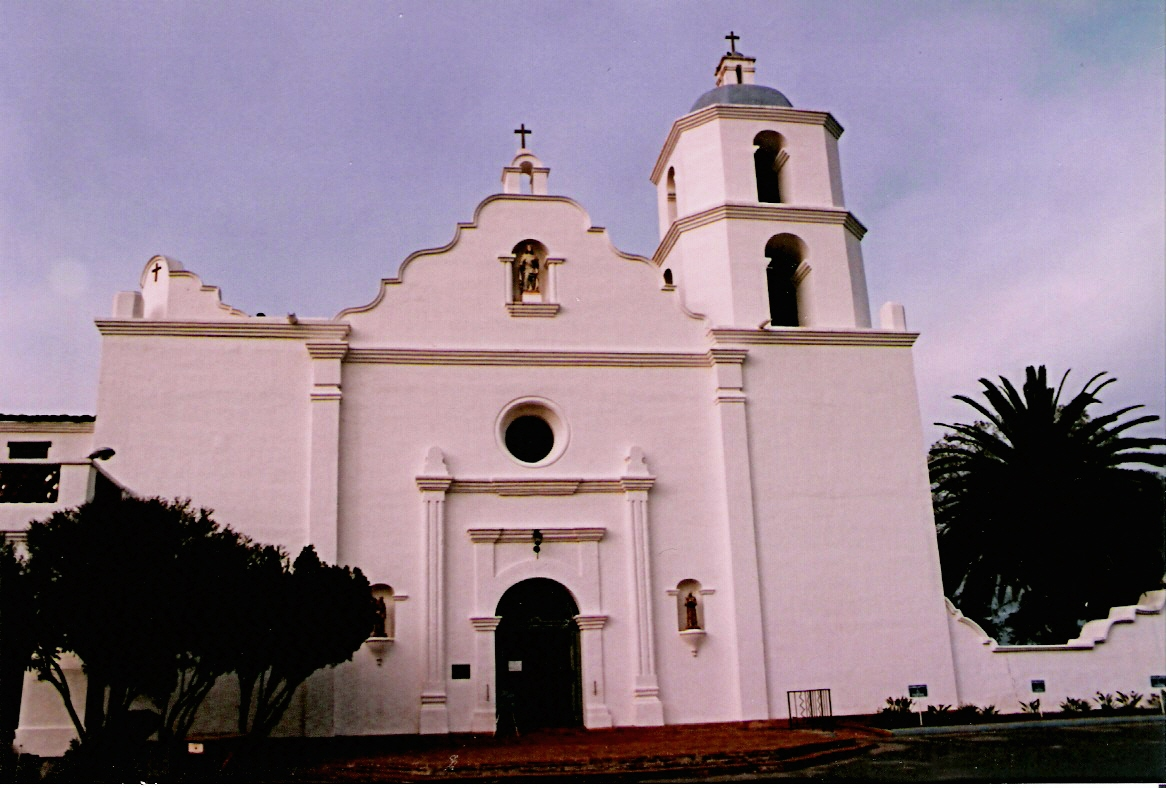
Une mission catholique, inspirant le logo.

L'identité du Locomotive est dévoilée le 4 octobre 2018 lorsque le nom est présenté, étant préféré à : Lagartos, Estrellas, Stars et Tejanos.
Le logo est dessiné sur la base de l'architecture des missions catholiques que l'on retrouve dans le sud des États-Unis avec trois couleurs dominantes : le bleu ciel, le bleu marine et le doré. Les lignes verticales représentent les onze joueurs sur le terrain et symbolise l'avant de la locomotive. L'emblème de la ville, l'étoile sur la montagne (The Star on the Mountain) sublime le haut de l'écusson dont le style rappelle les Franklin Mountains.

## Stade
Le Locomotive joue ses rencontres à domicile au Southwest University Park, une enceinte de baseball qui héberge aussi les Chihuahuas d'El Paso, équipe de la Ligue de la côte du Pacifique. Inauguré en 2014, le stade a une capacité de 7 500 spectateurs.

## Personnalités historiques

### Entraîneurs
Le tableau suivant présente la liste des entraîneurs du club depuis 2019.
| Rang | Entraîneur      | Nationalité | Début           | Fin              | Matchs | Victoires | Nuls | Défaites | % victoires | Palmarès |
| ---- | --------------- | ----------- | --------------- | ---------------- | ------ | --------- | ---- | -------- | ----------- | -------- |
| 1    | Mark Lowry      | Angleterre  | 25 juillet 2018 | 15 novembre 2021 | 90     | 42        | 29   | 19       | 46.67%      |          |
| 2    | John Hutchinson | Malte       | 9 décembre 2021 | En poste         | 0      | 0         | 0    | 0        |             |          |